# Музей Библии (Мюнстер)
Музей Библии — музей, посвящённый истории Библии. Расположен в Мюнстере (Германия), работает под эгидой местного университета.

## История
Музей был основан как отделение Института по исследованию текстов (нем. Instituts für neutestamentliche Textforschung) Нового завета. Открытие состоялось 8 марта 1979 года в присутствии бундеспрезидента Вальтера Шееля.
В 1986 году площадь музея была расширена на три дополнительных помещения. С тех пор постоянная экспозиция составляет примерно 350 экспонатов. В конце 2006 года музей переехал на его настоящий адрес.

## Коллекция
Основу экспозиции положила частная коллекция, которая была дополнена экспонатами, имеющимися в институте. Коллекция содержит как древние рукописные экземпляры различных разделов Библии, так и печатные издания от XVI века до наших дней. В апреле 2010 года музей получил в дар самую большую частную коллекцию Библий, содержащую около 650 экземпляров от XV века.
В настоящее время постоянно выставлены примерно 350 экспонатов, остальные можно увидеть во время специальных выставок.